# Helge Röbbert
Helge Röbbert (* 27. März 1966 in Celle) ist ein deutscher Kommunalpolitiker (parteilos) und war von 2014 bis 2021 Bürgermeister der niedersächsischen Stadt Soltau.

## Leben
Röbbert wuchs in Soltau auf und absolvierte 1985 sein Abitur am Gymnasium Soltau. Nach seiner Ausbildung und einer Weiterbildung zum Krankenkassenbetriebswirt bei der AOK Soltau wechselte er 1993 aus dem Betriebsprüfdienst nach Halberstadt, wo er ein AOK-Bildungszentrum aufbaute. Parallel schloss er eine pädagogische Weiterbildung an der Universität Halle ab. Seit 1995 arbeitet Röbbert als Landesprüfer im Prüfdienst beim Niedersächsischen Sozialministerium. 1996 zog er zurück nach Soltau.
2014 bewarb sich Röbbert auf eine Ausschreibung zur Suche eines neuen Bürgermeisters in seiner Heimatstadt. Die Parteien suchten gemeinsam den Nachfolger und wählten ihn als einen von drei Kandidaten. Bei der Wahl am 25. Mai 2014 verbuchte er mit 36,1 Prozent der abgegebenen Stimmen die meisten, musste sich jedoch am 15. Juni in einer Stichwahl noch seiner Konkurrentin Silke Thorey-Elbers stellen. Mit 61,7 Prozent erlangte er dabei die benötigte absolute Mehrheit und übernahm am 1. November 2014 die Geschäfte seines Vorgängers Wilhelm Ruhkopf. 2021 stellte sich Röbbert zur Wiederwahl, unterlag bei der Wahl am 12. September jedoch seinem ebenfalls parteilosen Konkurrenten Olaf Klang.

## Privates
Röbbert lebt mit seiner Frau und seinen zwei Töchtern in Soltau.